# Elgin Loren Elwais
Elgin Loren Elwais (né le 3 mai 1985) est un lutteur des Palaos. Il vit actuellement à Susanville en Californie.

## Biographie
Elwais a remporté de nombreuses médailles, en junior et en senior, lors des Jeux du Pacifique, des Championnats d'Océanie de lutte et des Jeux de la Micronésie en lutte gréco-romaine et en lutte libre chez les moins de 54, 55 ou 60 kg selon les années.

### Jeux olympiques
Elwais participe à ses premiers Jeux olympiques lors des Jeux olympiques d'été de 2008 à Pékin en Chine. Il se démarque des anciens olympiens paluans en étant le premier sportif de son pays à se qualifier pour les Jeux olympiques sur son propre mérite grâce à sa victoire dans la catégorie des moins de 55 kg en lutte gréco-romaine lors des Championnats d'Océanie 2008 qui ont eu lieu à Canberra en Australie du 8 au 10 février 2008 et en faisant partie des sept lutteurs et lutteuses qualifiés par une commission spéciale de la FILA et du comité continental de l'Océanie, à la fin des Championnats d'Océanie,.
Elwais est le porte-drapeau officiel de la délégation olympique du Palais lors de la cérémonie d'ouverture à Pékin le 8 août 2008. Il participe chez les moins de 55 kg en lutte gréco-romaine mais il perd son unique match contre l'Iranien Hamid Sourian.

## Palmarès
Source:

### Jeux olympiques
| Date | Compétition                   | Catégorie                        | Lieu  | Résultat |
| ---- | ----------------------------- | -------------------------------- | ----- | -------- |
| 2008 | Jeux olympiques d'été de 2008 | Lutte gréco-romaine (- de 55 kg) | Pékin | 19e      |

### Tournoi de qualification olympique
| Date            | Compétition                        | Catégorie                        | Lieu     | Résultat |
| --------------- | ---------------------------------- | -------------------------------- | -------- | -------- |
| 28 février 2004 | Tournoi de qualification olympique | Lutte gréco-romaine (- de 55 kg) | Novi Sad | 28e      |
| 13 mars 2004    | Tournoi de qualification olympique | Lutte gréco-romaine (- de 55 kg) | Tachkent | 19e      |

### Championnats du monde
| Date              | Compétition                         | Catégorie                        | Lieu      | Résultat |
| ----------------- | ----------------------------------- | -------------------------------- | --------- | -------- |
| 26 septembre 2005 | Championnats du monde de lutte 2005 | Lutte libre (- de 55 kg)         | Budapest  | 27e      |
| 30 septembre 2005 | Championnats du monde de lutte 2005 | Lutte gréco-romaine (- de 55 kg) | Budapest  | 27e      |
| 25 septembre 2006 | Championnats du monde de lutte 2006 | Lutte gréco-romaine (- de 55 kg) | Guangzhou | 25e      |
| 27 septembre 2006 | Championnats du monde de lutte 2006 | Lutte libre (- de 55 kg)         | Guangzhou | 30e      |
| 17 septembre 2007 | Championnats du monde de lutte 2007 | Lutte gréco-romaine (- de 55 kg) | Bakou     | 39e      |
| 19 septembre 2007 | Championnats du monde de lutte 2007 | Lutte libre (- de 55 kg)         | Bakou     | 29e      |
| 6 septembre 2010  | Championnats du monde de lutte 2010 | Lutte gréco-romaine (- de 55 kg) | Moscou    | 33e      |

### Golden Grand Prix
| Date         | Compétition       | Catégorie                        | Lieu  | Résultat |
| ------------ | ----------------- | -------------------------------- | ----- | -------- |
| 27 juin 2008 | Golden Grand Prix | Lutte gréco-romaine (- de 55 kg) | Bakou | 14e      |

### Jeux du Pacifique
| Date            | Compétition            | Catégorie                        | Lieu  | Résultat |
| --------------- | ---------------------- | -------------------------------- | ----- | -------- |
| 25 juillet 2005 | Jeux du Pacifique 2005 | Lutte libre (- de 60 kg)         | Koror | 1er      |
| 25 juillet 2005 | Jeux du Pacifique 2005 | Lutte gréco-romaine (- de 60 kg) | Koror | 1e       |

### Jeux de la Micronésie
| Date         | Compétition                   | Catégorie                        | Lieu   | Résultat |
| ------------ | ----------------------------- | -------------------------------- | ------ | -------- |
| 28 juin 2006 | Jeux de la Micronésie de 2006 | Lutte libre (- de 60 kg)         | Saipan | 1er      |
| 28 juin 2006 | Jeux de la Micronésie de 2006 | Lutte gréco-romaine (- de 60 kg) | Saipan | 1e       |

### Championnats d'Océanie senior
| Compétition                   | Compétition                      | 2001 | 2004 | 2005 | 2006 | 2007 | 2008 | 2009 |
| ----------------------------- | -------------------------------- | ---- | ---- | ---- | ---- | ---- | ---- | ---- |
| Championnats d'Océanie senior | Lutte libre (- de 54 kg)         | 4e   |      |      |      |      |      |      |
| Championnats d'Océanie senior | Lutte libre (- de 55 kg)         |      | 2e   | 1er  |      |      | 2e   |      |
| Championnats d'Océanie senior | Lutte libre (- de 60 kg)         |      |      |      | 1er  |      |      | 1er  |
| Championnats d'Océanie senior | Lutte gréco-romaine (- de 55 kg) |      | 2e   | 1er  |      | 1er  | 1er  |      |
| Championnats d'Océanie senior | Lutte gréco-romaine (- de 60 kg) |      |      |      | 1er  |      |      | 1er  |

### Championnats d'Océanie junior
| Compétition                   | Compétition                      | 2001 | 2002 | 2004 | 2005 |
| ----------------------------- | -------------------------------- | ---- | ---- | ---- | ---- |
| Championnats d'Océanie junior | Lutte libre (- de 54 kg)         |      | 1er  |      |      |
| Championnats d'Océanie junior | Lutte libre (- de 55 kg)         |      |      | 1er  | 1er  |
| Championnats d'Océanie junior | Lutte libre (- de 60 kg)         |      |      |      | 1er  |
| Championnats d'Océanie junior | Lutte gréco-romaine (- de 54 kg) | 3e   |      |      |      |
| Championnats d'Océanie junior | Lutte gréco-romaine (- de 60 kg) |      |      |      | 1er  |